# Homem-Aranha: Saga dos Seis Braços
"Homem-Aranha: Saga dos Seis Braços" é uma história em quadrinhos de três partes protagonizada pelo Homem-Aranha, popular super-herói da Marvel Comics. Escrita por Stan Lee e Roy Thomas com arte de Gil Kane e Frank Giacoia, foi publicada originariamente nas revistas americanas Amazing Spider-Man #100–102 (Setembro-Novembro de 1971). A chamada da capa era "No cop-out! Spidey is really awake! He HAS six arms!" ou algo como "Sem policiais! Aranha está mais ativo do que nunca! Ele agora está com seis braços!". No Brasil a história foi publicada pela RGE na revista Homem-Aranha, no início dos anos de 1980.

## Sinopse
A aventura começa com Peter Parker farto de ser o Homem-Aranha. Ele está arrasado com seus problemas pessoais: seu melhor amigo Harry Osborn tornou-se um viciado em drogas, o amigo próximo Capitão George Stacy morreu em seus braços e a filha dele, Gwen Stacy – a namorada de Peter na época – culpa o Homem-Aranha pela tragédia. Peter então decide dramaticamente: Para ele viver, o Homem-Aranha deve morrer!
Peter prepara uma mistura química com a intenção de retirar seus poderes de Aranha. Ele bebe a poção e cai num sono profundo, com pesadelos das lutas contra seus principais inimigos, sentindo dores terriveis nos lados do corpo. Quando desperta, ele descobre a causa: seus braços agora são seis! A poção aumentou sua semelhança às aranhas ao invés de anular seus poderes!
Vestido de Homem-Aranha, Peter vai visitar seu único confidente, Dr. Curt Connors (conhecido como Lagarto), quando então encontra o vilão vampiro chamado Morbius. Estressado pela luta com Morbius, Connors se transforma no Lagarto. Como Lagarto, Connors é mordido e infectado com uma enzima do vampiro, que o faz reter a mente do cientista no corpo semi-réptil do Lagarto. Connors percebe que essa enzima pode ser a chave para uma poção que faça com que ele e o Aranha voltem ao normal.

## Versões Alternativas

### Ultimate Marvel (Marvel Milênio)
Na Saga do Clone versão Ultimate, um clone do vilão Tarântula possui seis braços e usa uma variante do uniforme negro. Desmascarado, o ser se mostra ainda mais parecido com uma aranha do que o Homem-Aranha de seis braços. Tinha presas na boca, olhos a mais e pelos marrons na sua face. A capa da revista americana Ultimate Spider-Man 100 foi baseada na da Amazing Spider-Man 100, na qual a saga original se iniciou.

### "What If?" ou O que aconteceria se...
Na revista americana "What If?" apareceu uma história alternativa que começa com a pergunta "O que aconteceria se o Homem-Aranha continuasse com seis braços?". Morbius é morto por tubarões (atraídos pelo seu sangue quando caiu na água) antes que o Homem-Aranha descobrisse a enzima que reverteria sua mutação. Após lutar com o Lagarto, Homem-Aranha é aconselhado pelo Dr. Curt Connors a procurar o Professor X. O professor examina o herói e o computador Cérebro concluiu que a mutação é permanente. Homem-Aranha então visita o Senhor Fantástico em busca de uma segunda opinião. O líder do Quarteto Fantástico chega ao mesmo diagnóstico. O Coisa avisa que o Doutor Octopus está com reféns na Prefeitura e exige que o Homem-Aranha apareça. O herói vai para a luta e vence o Doutor facilmente com seus novos braços. Mais tarde, o Senhor Fantástico dá ao Aranha uma invenção que lhe possibilita manter seus braços extras invisiveis, quando estiver na identidade de Peter Parker.

## Adaptações

### Televisão
Em Spider-Man: The Animated Series, a "Saga dos Seis Braços" foi mudada na história "Neogenic Nightmare" (contada em quatorze capítulos), com a transformação de Peter sendo causada não por uma tentativa de remoção de seus poderes de Aranha, mas como resultado de uma nova mutação decorrente da mordida da aranha que lhe dera seus poderes. Sem sucesso com o Professor X e os X-Men ele pede ajuda a Doutora Crawford. Ele acaba se curando graças a colaboração de Kraven e do Justiceiro.